# Fabian Rohner
Fabian Daniel Rohner (sinh ngày 17 tháng 8 năm 1998) là một cầu thủ bóng đá người Thụy Sĩ thi đấu ở vị trí tiền vệ cho FC Zürich tại Giải bóng đá vô địch quốc gia Thụy Sĩ.

## Sự nghiệp chuyên nghiệp
Vào ngày 6 tháng 1 năm 2017, Rohner ký bản hợp đồng chuyên nghiệp đầu tiên cùng với FC Zürich. Anh ra mắt chuyên nghiệp cho FCZ trong thất bại 2-1 tại Giải bóng đá vô địch quốc gia Thụy Sĩ trước FC Luzern ngày 10 tháng 12 năm 2017.

## Sự nghiệp quốc tế
Rohner là cầu thủ trẻ quốc tế Thụy Sĩ ở cấp độ U-18, U19, and U20 levels.